# Mojżesz Schorr

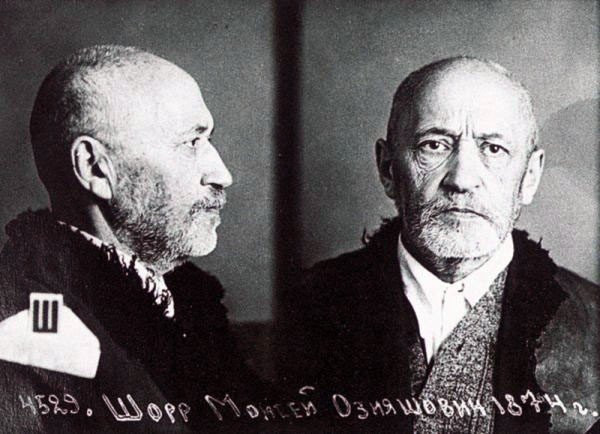
Mojżesz Schorr po aresztowaniu przez NKWD 1940

Mojżesz Schorr (ur. 10 maja 1874 w Przemyślu, zm. 8 lipca 1941 w łagrze w miejscowości Posty w Uzbekistanie) – polski historyk orientalista pochodzenia żydowskiego, znawca prawa babilońskiego, semitolog, rabin, działacz polityczny, senator II RP IV kadencji, wiceprezydent B’nai B’rith, jeden z twórców historiografii polskich Żydów.

## Życiorys
Był synem bankiera Ozjasza Schorra i Estery z domu Friedman. Po ukończeniu Gimnazjum w Przemyślu w roku 1893 rozpoczął studia historyczne i filozoficzne na Uniwersytecie Wiedeńskim, jednocześnie uczęszczając do szkoły rabinackiej Israelitisch-Theologische Lehranstalt. Podczas studiów poznał i zaprzyjaźnił się z Maksymilianem Gumplowiczem, synem znanego socjologa Ludwika Gumplowicza, który po samobójczej śmierci syna zaopiekował się młodym Schorrem, doradzając mu studia w Polsce, które ten podjął w 1896 r. na Uniwersytecie Lwowskim.
W 1899 Mojżesz Schorr obronił pracę doktorską pod tytułem „Organizacja Żydów w Polsce”, a w 1900 uzyskał dyplom rabinacki. Osiadłszy we Lwowie, prowadził szeroko rozwiniętą pracę pedagogiczną i społeczną. W 1904 został prezesem Związku Nauczycieli Religii Mojżeszowej Szkół Ludowych i Średnich w Galicji, założył Wydział Opieki Towarzystwa dla Wspierania Żydowskiej Młodzieży Szkół Średnich, a w latach 1903–1905 był przewodniczącym Towarzystwa dla Szerzenia Oświaty wśród Żydów „Toynbeehale” we Lwowie.
Był członkiem Komisji Orientalistycznej przy Akademii Umiejętności od 1918. 
Po przeniesieniu do Warszawy w 1923 został w 1925 profesorem Uniwersytetu Warszawskiego, należał do grona współtwórców stołecznego Instytutu Nauk Judaistycznych. Od 1923 był rabinem Wielkiej Synagogi na Tłomackiem w Warszawie, przy której organizował budowę Biblioteki Judaistycznej.
W 1935 Mojżesz Schorr został przez prezydenta Mościckiego powołany do Senatu. Chociaż wyznawał poglądy syjonistyczne, nie należał do żadnej partii politycznej. Angażował się w szeroko pojętą pracę humanitarną. Jako zwolennik osadnictwa w Palestynie, należał do kierownictwa Agencji Żydowskiej. Pełnił zaszczytną funkcję prezesa polskiego Towarzystwa Przyjaciół Uniwersytetu Hebrajskiego w Jerozolimie, a w 1925 był honorowym gościem na ceremonii otwarcia uczelni. Przewodniczył także Żydowskiemu Komitetowi Emigracyjno-Kolonialnemu.
Tuż przed wybuchem wojny angażował się w obronę mniejszości żydowskiej przed bojkotem handlowym.
Po agresji ZSRR na Polskę został aresztowany przez NKWD i jako element społecznie niebezpieczny zesłany do łagru w Uzbekistanie. O uwolnienie Mojżesza Schorra bezskutecznie zabiegała ambasada USA, na prośbę generała Władysława Sikorskiego – Watykan oraz polska ambasada w ZSRR. Uczony zmarł 8 lipca 1941 r. Jego grób nie zachował się.
Jego córka, Felicja, w czerwcu 1929 r. wyszła za mąż za Maksymiliana Kona, syna głównego udziałowca „Widzewskiej Manufaktury” – Oskara Kona, podówczas jednego z najbogatszych ludzi w Polsce. Mieszkali w wilii, która zachowała się do dziś, przy ul. Konstytucyjnej 43c wraz z matką Maksa – Marią, pierwszą żoną Oskara Kona.

## Publikacje
- Organizacya Żydów w Polsce (od najdawniejszych czasów aż do r. 1772), Lwów, 1899[3]
- Żydzi w Przemyślu do końca XVIII wieku, Lwów, 1903[4]
- Państwo i społeczeństwo babilońskie w okresie t. zw. dynastyi Hamurabiego, około 2500-2000 przed Chrystusem, Lwów, 1906
- Kodeks Hammurabiego, Kraków, 1907[5]
- Pomnik prawa staroassyryjskiego, z XIV w. przed Chr, Lwów, 1923
- Stowarzyszenie humanitarne „Braterstwo B’nei-B’rith” w Warszawie 1922-1932, Warszawa, 1932[6]
- Modlitewnik. (Sydur). Sydur. Modlitewnik na wszystkie dni w roku oraz modlitwę za Rzeczpospolitą ułożoną przez prof. Schorra, Warszawa, 1936 (wspólnie z Samuelem Szenhakiem)[7]